# جوناثان كار
جوناثان كار (بالإنجليزية: Jonathan Carr)‏ هو كاتب سير وصحفي بريطاني، ولد في 1942 في Berkhamsted ‏ في المملكة المتحدة، وتوفي في 2008.